# Центр дизайна Artplay
Це́нтр диза́йна Artplay (Артплэ́й) — креативный кластер в Москве. Создан в 2003 году, с 2008 года располагается на территории бывшей промзоны в районе Курского вокзала. В состав кластера входят архитектурные и дизайнерские бюро, шоурумы, офисы, университет креативных индустрий, Открытый музей, выставочные пространства, студии, заведения общепита и другие предприятия. Основатель — Сергей Десятов. Генеральный директор - Дарья Устинова.
Считается исторически первым креативным пространством Москвы, одним из примеров джентрификации и редевелопмента. На территории кластера работают около 450 арендаторов, преимущественно специализирующихся в сфере архитектуры и дизайна, проводятся мультимедийные выставки, городские фестивали и практикумы. В 2019 году наряду с «Винзаводом» и музеем современного искусства «Гараж» Artplay вызвал интерес у экспертов международного агентства Resonance Consultancy, составившего рейтинг лучших мегаполисов мира, где Москва заняла шестое место.
В июне 2020 года Центру дизайна Artplay был присвоен статус первого в российской столице креативного технопарка. 
Тогда же кластер получил награду Traveller’s Choice от Tripadvisor, как площадка, входящая в 10% лучших достопримечательностей мира.

## История
Сначала Artplay арендовал небольшое здание на Миусской площади, затем занимал площади шёлковой фабрики «Красная роза» на ул. Тимура Фрунзе. В 2008 году арт-кластер переехал на территорию бывшего завода «Манометр» на ул. Нижняя Сыромятническая в районе Курского вокзала. К 2008 году помещения предприятия находились в разрухе — их предстояло ревитализировать. «Бронзомеднолитейный, чугунолитейный, арматурный завод и фабрику манометров» открыл в Сыромятниках в конце XIX века подольский мещанин Федор Гакенталь. В производстве было занято более 500 рабочих, в 1896 году качество продукции «Манометра» отметили большой золотой медалью на Всероссийской промышленной выставке в Нижнем Новгороде.

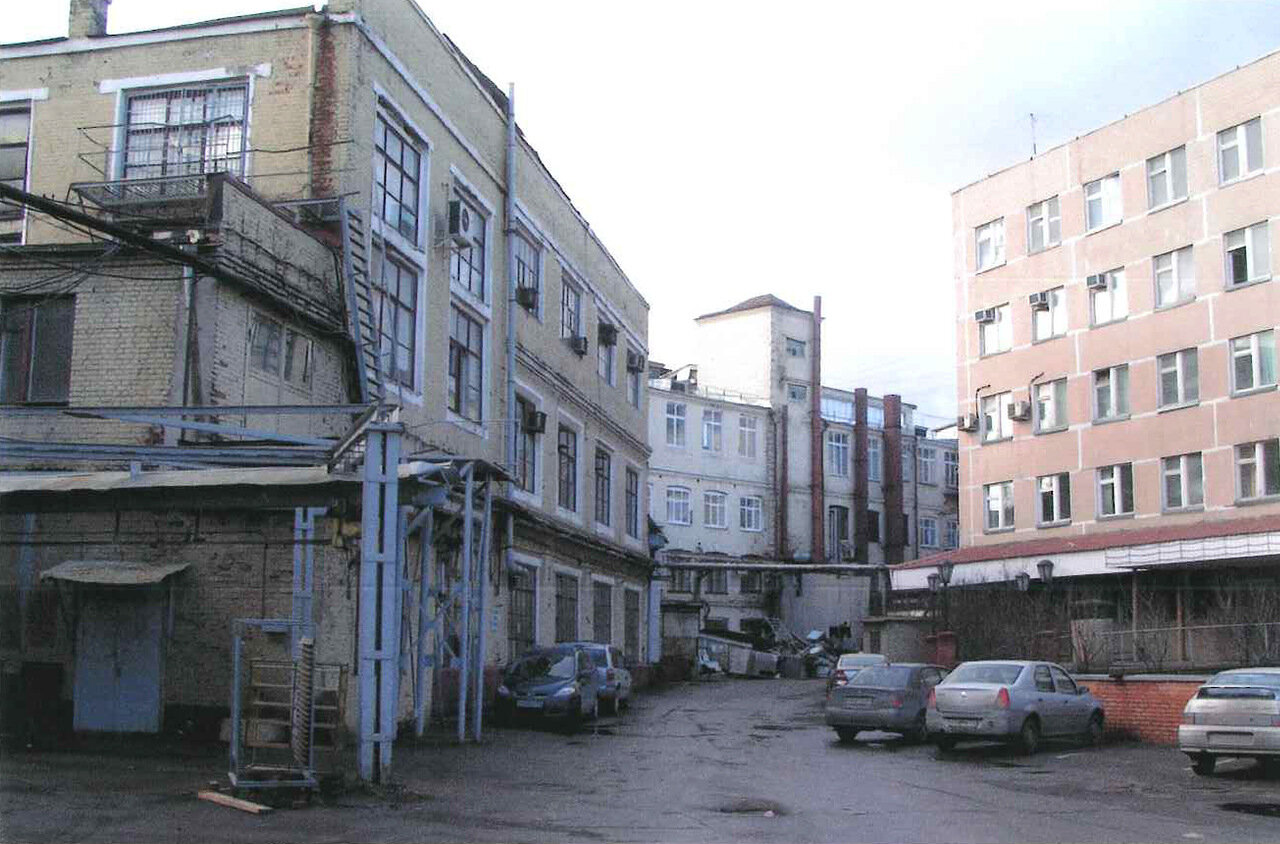
Завод «Манометр» перед превращением в арт-пространство

После национализации Федор Гакенталь продолжал трудиться на своем предприятии, лишь в 1926 году уехав из страны. Историческое здание, где жил и работал промышленник, сохранилось. Сейчас завод «Манометр» находится в городе Энгельс-19.

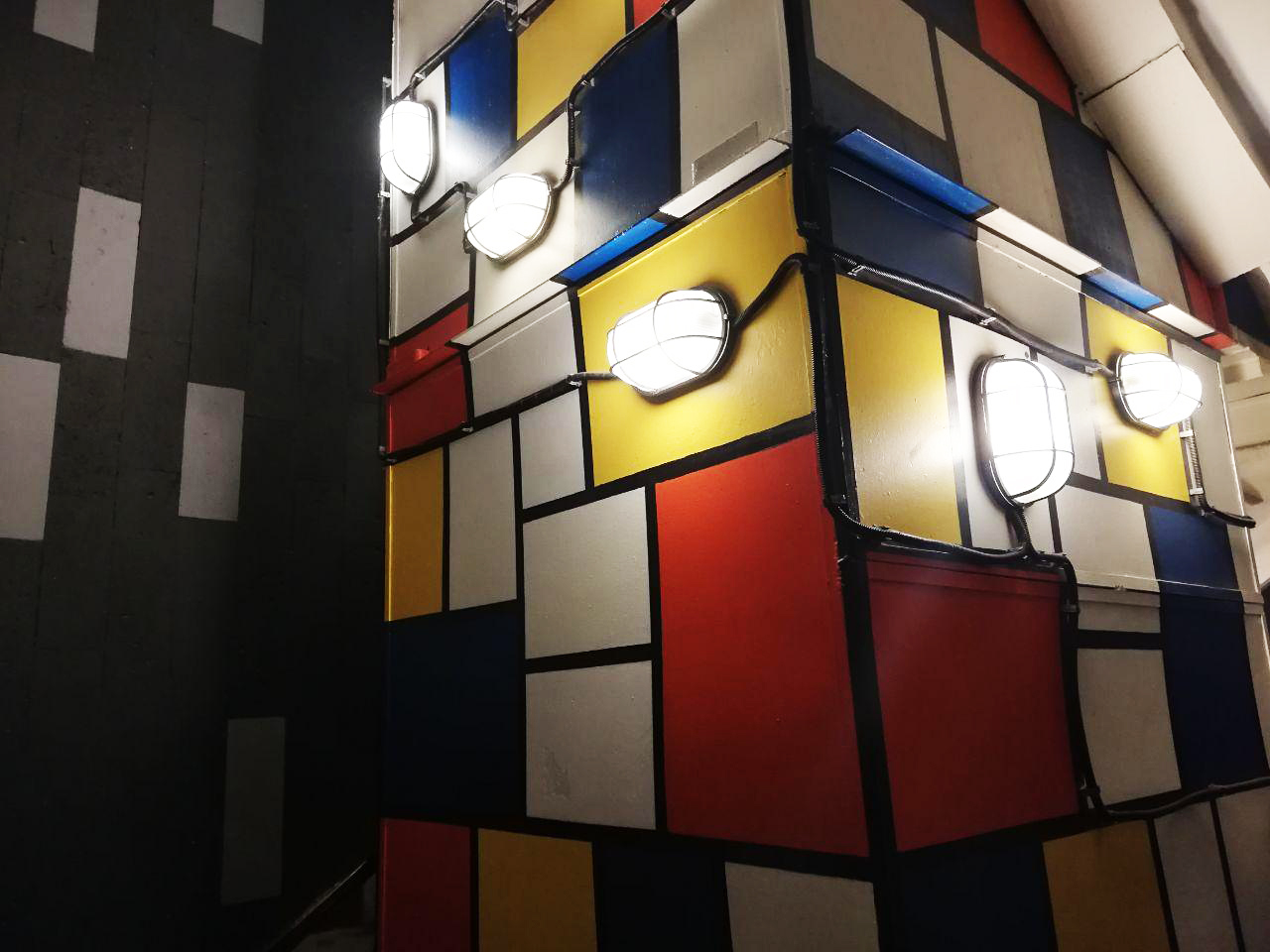
Лифт в стиле полотен Пита Мондриана

C 2016 по 2020 годы Artplay управлял частью территории завода «Плутон» по соседству с основной территорией. В конце XIX века здесь была чаеразвесочная фабрика торгово-промышленного общества «Губкин-Кузнецов и К°». Завод «Плутон» существует с 1930-х годов и специализируется на создании и разработке электровакуумных СВЧ-приборов широкого спектра применения. Производство на данный момент сохранено. На территории, которой управлял Artplay, расположились офисы, дизайн-студии, заведения общепита и другие предприятия.

## Центр цифрового искусства

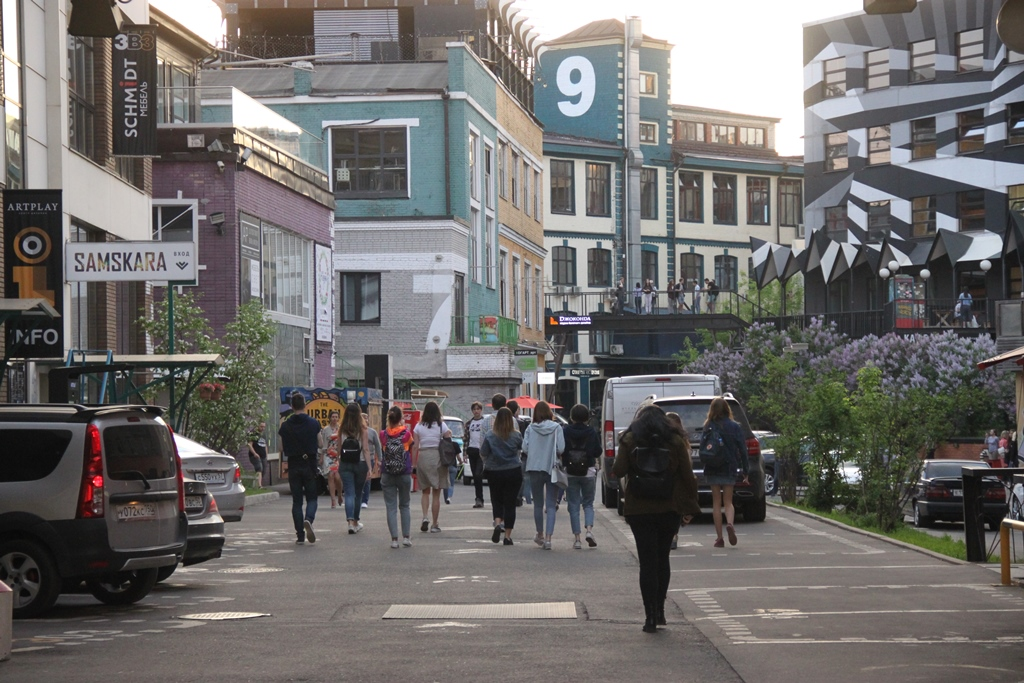
Современный вид

В начале 2015 года на территории Artplay открылся крупнейший в России Центр цифрового искусства — мультимедийными выставками, которые проходят в формате «ожившие полотна», здесь занято в общей сложности 4 тыс. м². Гости могут познакомиться с творчеством Микеланджело, Босха, Брейгеля, Айвазовского, Климта, Ван Гога и других художников. Мультимедийный подход становится все более распространенным даже в классических музеях, речь идет, в частности, о формате игрового обучения, когда, помимо «оживших» шедевров, используется еще и формат мультимедиа-спектакля.

## Развитие и планы
В ноябре 2019 года в России был создан «Союз креативных кластеров», куда вошли ЦСИ «Винзавод», Центр дизайна Artplay,  дизайн-завод «Флакон» и ЦТИ «Фабрика».
Кроме того, в 2019 году руководство УК «Артплэй» подписало трехстороннее соглашение с «Винзаводом» и правительством Москвы о создании территориального объединения «Арт-квартал». Речь идет о благоустройстве территории в районе Курского вокзала для создания концептуально и эстетически единого пространства с собственной навигацией.
С декабря 2016 по май 2020 года под брендом Artplay в историческом квартале Малая Охта в Санкт-Петербурге работал Центр творческих индустрий. Инвестпроект получил статус стратегического на городском уровне. В мае 2020 году стало известно, что управляющая компания и собственник объекта на Красногвардейской площади прекратили сотрудничество, и «Артплэй» ищет новое пространство в Северной столице.
На территории Artplay регулярно организуются дизайнерские маркеты и благотворительные фестивали, здесь отмечают «Архитектурный Новый год» и День города, проводят акцию «Ночь в музее». В разные годы площадка принимала Московскую международную биеннале современного искусства, Московскую неделю дизайна, биеннале уличного искусства «Артмосфера», премию «Инновация», фестивали «Рок на крыше», «Медиаудар» и Femme Fest, практикум «Древолюция» выставки World Press Photo, Chanel: The little black jacket и Lexus Hybrid Art. Резонанс вызвали выставка политического плаката «Вы нас даже не представляете» и показ современной оперы «Сверлийцы».
В 2020 году Artplay провел конкурс на создание pet-friendly инфраструктуры. Так на площадке появились станции с dog-пакетами, питьевой фонтанчик, кормушка для птиц.
В 2022 году кластер анонсировал запуск Открытого музея. На территории, в дополнение к уже полюбившимся арт-объектам, были созданы работы Славы ПТРК, Sneksy, Кирилла Стефанова, Александра Морозова, Алексея Партолы и Ульяны Подкорытовой. Проект охватывает всю территорию Artplay, доступ к работам стрит- и паблик-арта свободный, организовано сопровождение аудиогидом.